# Discostroma hyperboreum
Discostroma hyperboreum är en svampart som tillhör divisionen sporsäcksvampar, och som först beskrevs av Petter Adolf Karsten, och fick sitt nu gällande namn av Ove Erik Eriksson. Discostroma hyperboreum ingår i släktet Discostroma, och familjen Amphisphaeriaceae. Arten är reproducerande i Sverige.